# Marathon van Houston 1982
De marathon van Houston 1982 vond plaats op zondag 24 januari 1982. Het was de tiende editie van deze marathon.
De Amerikaan Benji Durden snelde op de marathon bij de mannen naar de overwinning in 2:11.12. Hij verbeterde met deze prestatie het parcoursrecord. Bij de vrouwen won zijn landgenote Laurie Binder in 2:40.56. Beide winnaars ontvingen $ 10.000 voor hun eerste plaats.
In totaal finishten er 1861 marathonlopers, waarvan 1632 mannen en 229 vrouwen.

## Uitslagen

### Mannen
| rang   | naam             | land | tijd    |
| ------ | ---------------- | ---- | ------- |
| Goud   | Benji Durden     | USA  | 2:11.12 |
| Zilver | Dick Beardsley   | USA  | 2:12.42 |
| Brons  | John Halberstadt | RSA  | 2:13.09 |
| 4      | Jon Anderson     | USA  | 2:14.21 |
| 5      | Bill Rodgers     | USA  | 2:14.51 |
| 6      | John Lodwick     | USA  | 2:15.00 |
| 7      | Gordon Minty     | USA  | 2:15.48 |
| 8      | David M Smith    | USA  | 2:18.43 |
| 9      | Paul Stemmer     | USA  | 2:23.38 |
| 10     | Barney Klecker   | USA  | 2:23.39 |

### Vrouwen
| rang   | naam              | land | tijd    |
| ------ | ----------------- | ---- | ------- |
| Goud   | Laurie Binder     | USA  | 2:40.56 |
| Zilver | Kathy Molitor     | USA  | 2:43.01 |
| Brons  | Janis Klecker     | USA  | 2:43.44 |
| 4      | Cindy Dalrymple   | USA  | 2:44.40 |
| 5      | Vanessa Vajdos    | USA  | 2:47.36 |
| 6      | Kim Burns         | USA  | 2:49.43 |
| 8      | Donna Burge       | USA  | 2:52.40 |
| 9      | Debbie Warner     | USA  | 2:53.14 |
| 10     | Teresa Villasenor | USA  | 2:54.58 |

1972 ·
1973 ·
1974  ·
1975 ·
1976 ·
1977 ·
1978 ·
1979 ·
1980 ·
1981 ·
1982 ·
1983 ·
1984 ·
1985 ·
1986 ·
1987 ·
1988 ·
1989 ·
1990 ·
1991 ·
1992 ·
1993 ·
1994 ·
1995 ·
1996 ·
1997 ·
1998 ·
1999 ·
2000 ·
2001 ·
2002 ·
2003 ·
2004 ·
2005 ·
2006 ·
2007 ·
2008 ·
2009 ·
2010 ·
2011 ·
2012 ·
2013 ·
2014 ·
2015 ·
2016 ·
2017